# 西大橋 (京都市)
西大橋（にしおおはし）とは、京都府京都市右京区西京極と西京区桂間の桂川に架かる橋。国道9号の道路橋である。西大橋は国道9号桂バイパスの建設に伴い1961年に架設され、それ以降桂大橋に代わり地域の動脈として機能している。右京区、西京区の橋は大規模な河川改修が行われた明治末期に開通したものが多いが、西大橋は先述の理由により戦後の開通となっている。

## 概要
- 種別 - 道路橋
- 形式 - 鉄筋コンクリート造
- 橋長 - 325.9m
- 幅員 - 両側4車線
- 完成 - 1961年（昭和36年）

## 沿革
- 1961年 - 西大橋開通

## 西大橋の周辺
- 西京極総合運動公園 - 西大橋の東（右京区）側にある公園